# Uroproctus assamensis
Genre
Espèce
Synonymes
- Thelyphonus assamensis Stoliczka, 1869
- Thelyphonus psittacinus Butler, 1873
- Thelyphonus scabrinus Stoliczka, 1873

Uroproctus assamensis, unique représentant du genre Uroproctus, est une espèce d'uropyges de la famille des Thelyphonidae.

## Distribution
Cette espèce se rencontre dans le nord-est de l'Inde, au Népal, au Bhoutan, au Bangladesh et au Cambodge,.

## Publications originales
- Stoliczka, 1869 : Contribution to the knowledge of Indian Arachnoidea. Journal of the Asiatic Society of Bengal, vol. 38, part II, no 4, p. 201-251 (texte intégral).
- Pocock, 1894 : Notes on the Thelyphonidae contained in the collection of the British Museum. Annals and Magazine of Natural History, sér. 6, vol. 14, p. 120–134 (texte intégral).